# Victoria Plains Shire
Koordinaten: 31° 5′ S, 116° 27′ O

Das Shire of Victoria Plains ist ein lokales Verwaltungsgebiet (LGA) im australischen Bundesstaat Western Australia. Das Gebiet ist 2569 km² groß und hat etwa 900 Einwohner (2016).
Victoria Plains liegt im westaustralischen „Weizengürtel“ im Westen des Staates etwa 110 Kilometer nordöstlich der Hauptstadt Perth. Der Sitz des Shire Councils befindet sich in der Ortschaft Calingiri, wo etwa 200 Einwohner leben (2016). Touristisch bekannt ist das Kloster in New Norcia.

## Verwaltung
Der Victoria Plains Council hat neun Mitglieder. Die Councillor werden von den Bewohnern der vier Wards (drei aus dem West und je zwei aus East, South und Central Ward) gewählt. Aus dem Kreis der Councillor rekrutiert sich auch der Ratsvorsitzende und Shire President.